# دارن برادشاو
دارن برادشاو (انگلیسی: Darren Bradshaw؛ زادهٔ ۱۹ مارس ۱۹۶۷) بازیکن فوتبال اهل بریتانیا است.
از باشگاه‌هایی که در آن بازی کرده‌است می‌توان به باشگاه فوتبال یورک سیتی، باشگاه فوتبال پیتربورو یونایتد، باشگاه فوتبال بلکپول، باشگاه فوتبال چسترفیلد، باشگاه فوتبال ماتلوک تاون، باشگاه فوتبال استیونج، باشگاه فوتبال وورکساپ تاون، باشگاه فوتبال نیوکاسل یونایتد، و باشگاه فوتبال پلیموث آرگیل اشاره کرد.
وی همچنین در تیم ملی فوتبال زیر ۱۸ سال انگلستان بازی کرده‌است.